# Bud Thackery
Ellis F. « Bud » Thackery — né le 31 janvier 1903 à Shawnee (Oklahoma), mort le 15 juillet 1990 à Los Angeles (Californie) — est un directeur de la photographie et technicien des effets visuels américain (membre de l'ASC).

## Biographie
Au cinéma, où il débute comme technicien des effets visuels (occasionnellement cadreur), Bud Thackery contribue ainsi à une trentaine de films américains, dont Les Temps modernes de Charlie Chaplin (1936) et L'Homme tranquille de John Ford (1952).
Sa collaboration à Women in War de John H. Auer (1940) lui vaut une nomination en 1941 à l'Oscar des meilleurs effets visuels (qu'il ne gagne pas).
Comme directeur de la phographie, pour le grand écran, il œuvre d'abord au sein de Republic Pictures sur des films américains de série B, dont de nombreux serials et westerns, depuis The Gay Vagabond (en) de William Morgan (1941, avec Roscoe Karns et Ruth Donnelly) jusqu'à Accused of Murder (en) de Joseph Kane (1956, avec David Brian et Vera Ralston).
Mentionnons également le western Sunset Serenade (en) de Joseph Kane (1942, avec Roy Rogers et Gabby Hayes), le serial Zorro le vengeur masqué (Zorro's Black Whip) de Spencer Gordon Bennet et Wallace Grissell (1944, avec Linda Stirling et George J. Lewis) et le drame La Femme du hasard d'Edward Ludwig (1956, avec Yvonne De Carlo et Howard Duff).
Puis il est chef opérateur à partir de 1963 pour Universal Pictures, le dernier de ses quatre-vingt-dix-huit films américains à ce poste étant Un shérif à New York de Don Siegel (1968, avec Clint Eastwood et Susan Clark).
À la télévision, Bud Thackery contribue comme directeur de la photographie à cinquante-deux séries (souvent là aussi dans le domaine du western), la première étant Histoires du siècle dernier (trente-quatre épisodes, 1954-1955). Suivent notamment La Grande Caravane (dix-neuf épisodes, 1957-1964) et L'Homme de fer (cent-soixante-six épisodes, 1968-1975).
Sa dernière série, après laquelle il se retire, est Emergency! (en) (cinquante-et-un épisodes, 1972-1977).
Il dirige aussi les prises de vues de dix-sept téléfilms diffusés entre 1960 et 1976, dont Nightmare in Chicago de Robert Altman (1964, avec Andrew Duggan et Charles McGraw) et L'Affaire d'un tueur de William Hale (1967, avec Robert Wagner et Peter Lawford).

## Filmographie partielle

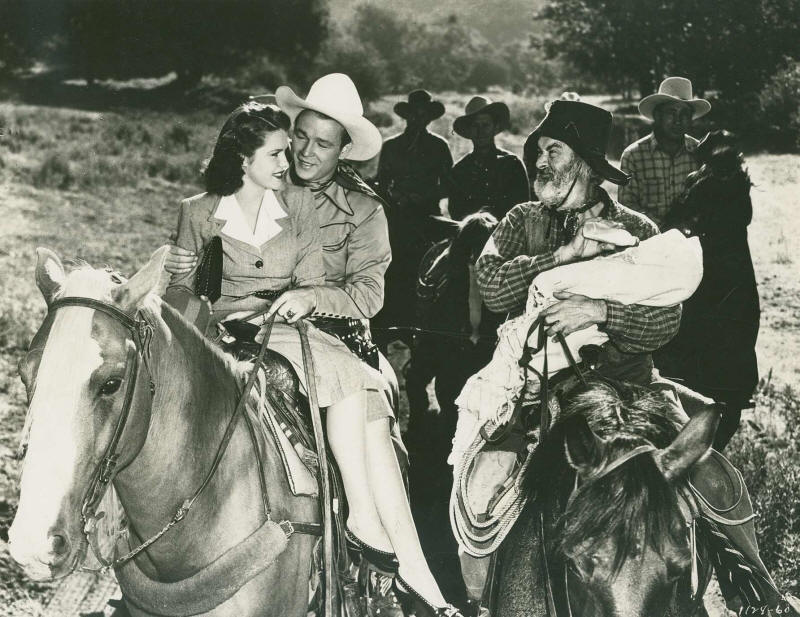
De g. à d. : Helen Parrish, Roy Rogers et Gabby Hayes, dans ' (1942)

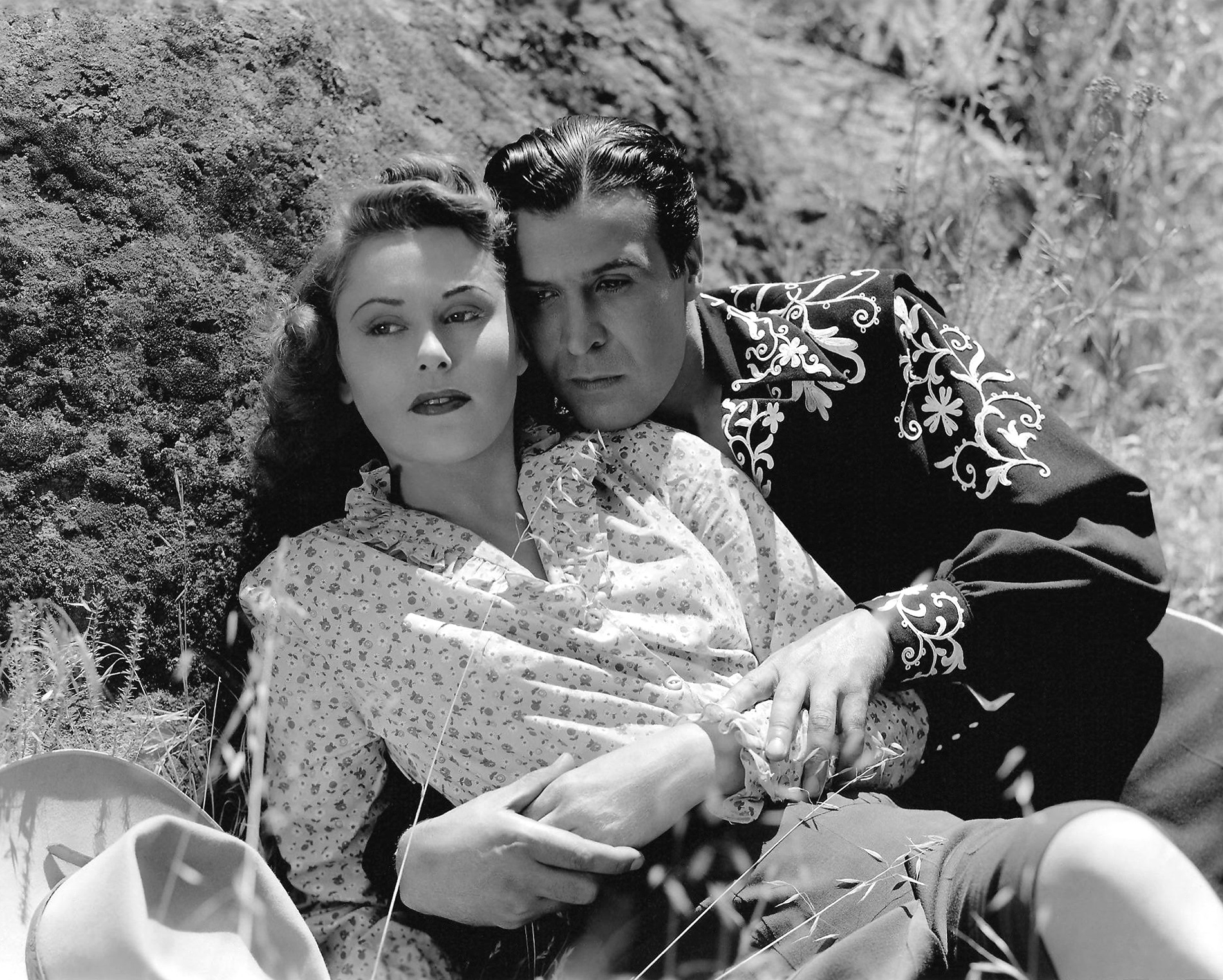
Linda Stirling et George J. Lewis, dans Zorro le vengeur masqué (Zorro's Black Whip) (1944)

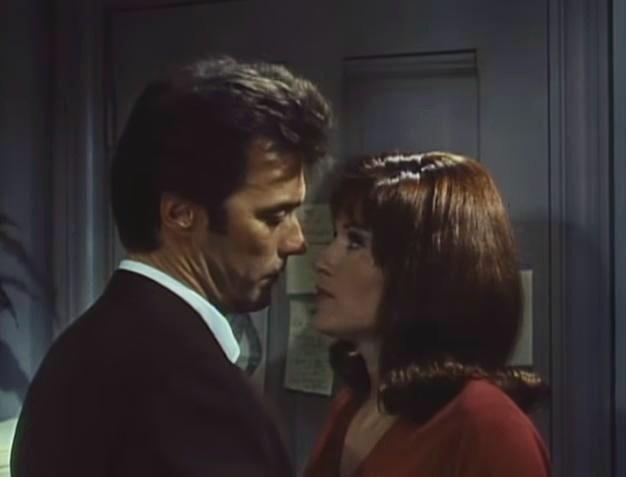
Clint Eastwood et Susan Clark, dans Un shérif à New York (1968)

### Directeur de la photographie

#### Cinéma
- 1941 : The Gay Vagabond (en) de William Morgan
- 1942 : Sunset Serenade de Joseph Kane
- 1942 : The Cyclone Kid de George Sherman
- 1943 : G-Men contre le dragon noir (G-Men vs. the Black Dragon) de Spencer Gordon Bennet et William Witney (serial)
- 1943 : The Man from Thunder River de John English
- 1944 : Zorro le vengeur masqué (Zorro's Black Whip) de Spencer Gordon Bennet et Wallace Grissell (serial)
- 1944 : Cheyenne Wildcat de Lesley Selander
- 1945 : Le Monstre écarlate (The Purple Monster Strikes) de Spencer Gordon Bennet et Fred C. Brannon (serial)
- 1945 : Marshal of Laredo de R. G. Springsteen
- 1946 : Alias Billy the Kid de Thomas Carr
- 1946 : The Crimson Ghost de William Witney et Fred C. Brannon
- 1947 : Le Fils de Zorro (Son of Zorro) de Spencer Gordon Bennet et Fred C. Brannon (serial)
- 1947 : That's My Gal de George Blair
- 1949 : Outcasts of the Trail de Philip Ford
- 1950 : Unmasked de George Blair
- 1952 : Black Hills Ambush d'Harry Keller
- 1953 : Les Rebelles de San Antone (en) (San Antone) de Joseph Kane
- 1954 : Trader Tom of the China Seas de Franklin Adreon (serial)
- 1955 : Le Passage de Santa Fe (Santa Fe Passage) de William Witney
- 1955 : Whisky, Miracles et Revolver (The Twinkle in God's Eye) de George Blair
- 1956 : Tonnerre sur l'Arizona (Thunder Over Arizona) de Joseph Kane
- 1956 : La Femme du hasard (Flame of the Islands) d'Edward Ludwig
- 1956 : L'Inconnu du ranch (Stranger at My Door) de William Witney
- 1956 : Cet homme est armé (The Man Is Armed) de Franklin Adreon
- 1956 : Accused of Murder de Joseph Kane
- 1963 : Les Téméraires (en) (The Raiders) de Herschel Daugherty
- 1966 : Beau Geste le baroudeur (Beau Geste) de Douglas Heyes
- 1966 : Les Fusils du Far West (The Plainsman) de David Lowell Rich
- 1968 : Tous les héros sont morts (The Hell with Heroes) de Joseph Sargent
- 1968 : Un shérif à New York (Coogan's Bluff) de Don Siegel

#### Télévision

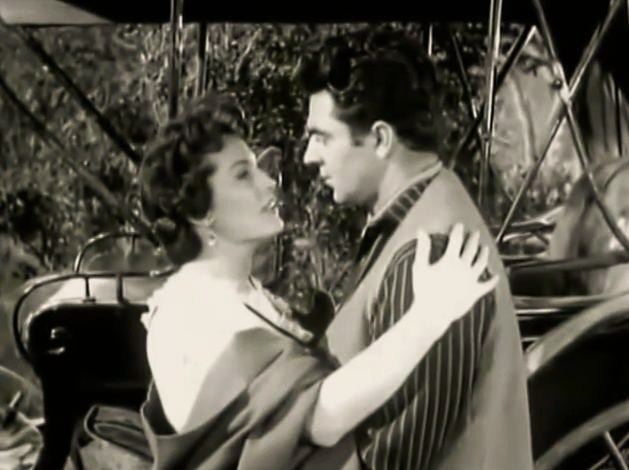
Jean Willes et Paul Picerni, dans la série Histoires du siècle dernier, épisode Rube Burrows (1955)

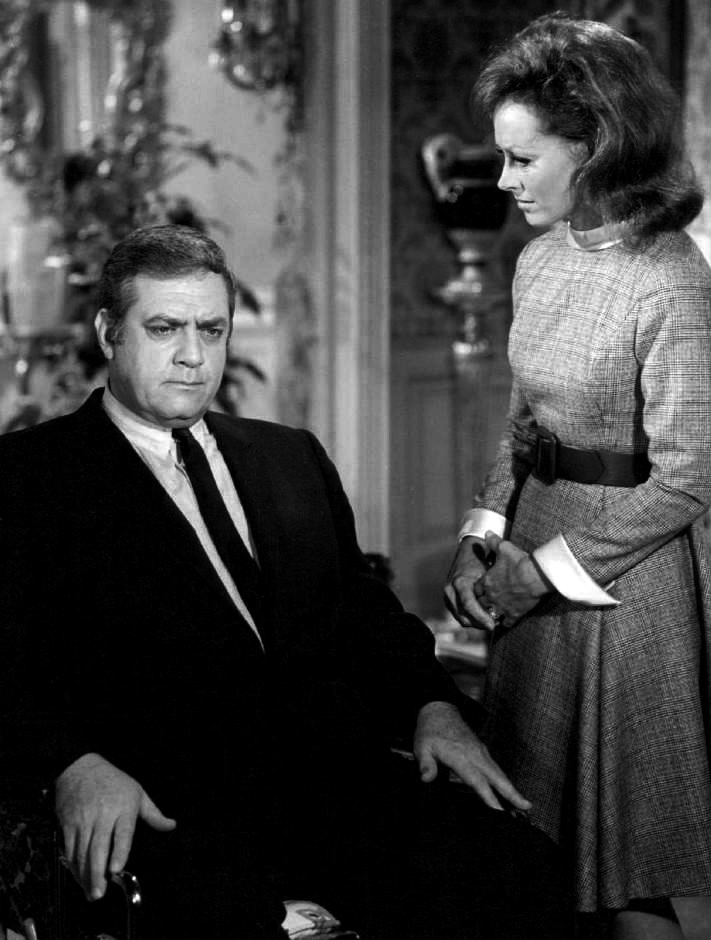
Raymond Burr et Victoria Shaw dans la série L'Homme de fer, épisode A Drug on the Market (1969)

##### Séries
- 1954-1955 : Histoires du siècle dernier (Stories of the Century), saisons 1 et 2, 34 épisodes
- 1957 : Alfred Hitchcock présente (Alfred Hitchcock Presents), saison 2, épisode 34 Martha Mason, Movie Star de Jus Addiss
- 1957-1964 : La Grande Caravane (Wagon Train), saisons 1, 6, 7 et 8, 19 épisodes
- 1959 : Mike Hammer (Mickey Spillane's Mike Hammer), première série, saison 2, épisode 7 Husbands Are Bad Luck de Jus Addiss, épisode 32 Stocks and Blondes de Ray Nazarro et épisode 38 Siamese Twinge de William Witney
- 1959-1960 : Johnny Staccato, saison unique, épisode 6 Viva, Paco! et épisode 25 The Mask of Jason de Paul Henreid
- 1962 : Échec et mat (Checkmate), saison 2, épisode 25 Ride a Wild Horse, épisode 31 The Bold and the Tough de Don Taylor, épisode 32 Will the Real Killer Please Stand Up? et épisode 34 Side by Side de Robert Ellis Miller
- 1962-1966 : Sur le pont, la marine ! (McHeale's Navy), saisons 1 à 4, 12 épisodes
- 1964 : Suspicion (The Alfred Hitchcock Hour), saison 2, épisode 26 Ten Minutes from Now d'Alf Kjellin, épisode 30 The Second Verdict de Lewis Teague et épisode 31 Isabel d'Alf Kjellin
- 1965 : Les Monstres (The Munsters), saison 2, épisode 2 L'Espion (Herman, the Master Spy) d'Ezra Stone et épisode 7 Opération Herman (Operation Herman) de Norman Abbott
- 1966 : Laredo, saison 1, épisode 24 It's the End of the Road, Stanley, épisode 26 Quarter Past Eleven d'Irving J. Moore et épisode 27 The Deadlest Kid in the West
- 1967 : Match contre la vie (Run for Your Life), saison 3, épisode 5 Trip to the Far Side de Fernando Lamas, épisode 7 At the End of the Rainbow There's Another Rainbow, épisodes 11 et 12 Cry Hard, Cry Fast, Parts I-II de Michael Ritchie
- 1968 : Le Virginien (The Virginian), saison 6, épisode 16 The Death Wagon et épisode 26 Seth
- 1968-1975 : L'Homme de fer (Ironside), saisons 1 à 8, 166 épisodes
- 1972 : The Bold Ones: The New Doctors, saison 4, épisode 1 Five Days in the Death of Sgt. Brown, Part II

##### Téléfilms
- 1960 : The Slowest Gun in the West d'Herschel Daugherty
- 1961 : Gunfight at Black Horse Canyon de R. G. Springsteen
- 1964 : Nightmare in Chicago de Robert Altman
- 1964 : Le Prix d'un meurtre (The Hanged Man) de Don Siegel
- 1965 : Memorandum for a Spy de Stuart Rosenberg
- 1966 : The Claw Monsters de Franklin Adreon
- 1967 : Code Name: Heraclitus de James Goldstone
- 1967 : L'Affaire d'un tueur (How I Spent y Summer Vacation) de William Hale
- 1967 : Wings of Fire de David Lowell Rich
- 1967 : Winchester '73 de Herschel Daugherty
- 1967 : L'Homme en fuite (Stranger on the Run) de Don Siegel
- 1967 : La Course à la vérité (The Outsider) de Michael Ritchie
- 1972 : Lieutenant Schuster's Wife de David Lowell Rich
- 1973 : Le Train de l'angoisse (Runaway!) de David Lowell Rich
- 1976 : Perilous Voyage de William A. Graham
- 1976 : Bridger de David Lowell Rich

### Autres fonctions
(cinéma)

#### Technicien des effets spéciaux

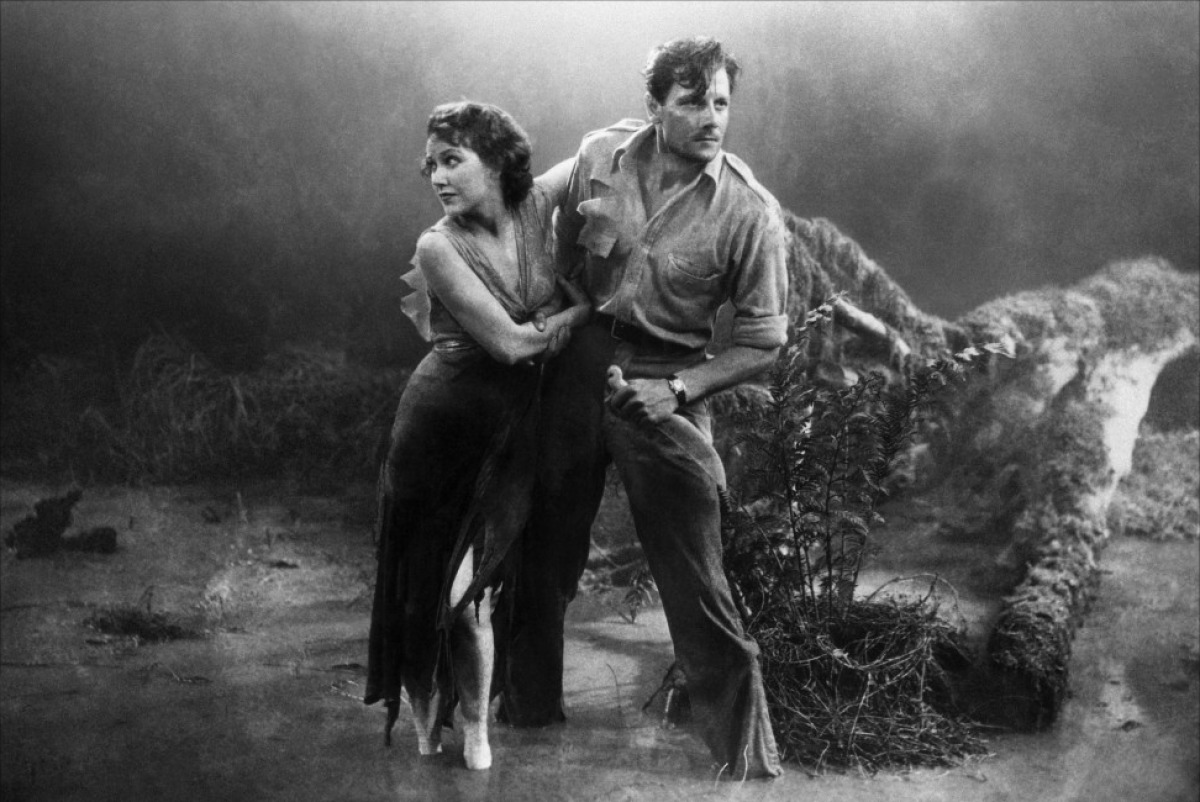
Fay Wray et Joel McCrea, dans Les Chasses du comte Zaroff (1932)

- 1932 : Les Chasses du comte Zaroff (The Most Dangerous Game) d'Ernest B. Schoedsack et Irving Pichel
- 1933 : King Kong d'Ernest B. Schoedsack et Merian C. Cooper
- 1935 : Le Cavalier miracle (The Miracle Rider) de B. Reeves Eason et Armand Schaefer (serial)
- 1936 : Les Temps modernes (Modern Times) de Charlie Chaplin
- 1940 : Women in War de John H. Auer
- 1940 : L'Escadron noir (Dark Command) de Raoul Walsh
- 1947 : Le Bébé de mon mari (That's My Man) de Frank Borzage
- 1952 : L'Homme tranquille (The Quiet Man) de John Ford

#### Cadreur
- 1939 : The Kansas Terror de George Sherman
- 1953 : Toutes voiles sur Java (Fair Wind to Java) de Joseph Kane

## Distinctions (sélection)
- 1941 : Nomination à l'Oscar des meilleurs effets visuels, pour Women in War.